# Joseph Tanner
Joseph Richard Tanner (ur. 21 stycznia 1950 w Danville w stanie Illinois) – amerykański inżynier lotnictwa, pilot doświadczalny, astronauta.

## Wykształcenie oraz służba wojskowa
- 1968 – szkołę średnią (Danville High School) ukończył w rodzinnym Danville.
- 1973 – został absolwentem University of Illinois, gdzie uzyskał licencjat z mechaniki. Po studiach wstąpił do Marynarki Wojennej Stanów Zjednoczonych.
- 1975 – po przejściu szkolenia rozpoczął służbę jako pilot samolotu A-7E w 94 eskadrze samolotów szturmowych (Light Attack Squadron 94 – VA-94) stacjonującej na lotniskowcu USS Coral Sea.
- 1984 – czynną służbę w marynarce zakończył na stanowisku pilota-instruktora 4 eskadry treningowej (Training Squadron 4 – VT-4) w bazie Pensacola na Florydzie.

Na 50 typach różnych samolotów w wojsku i NASA wylatał ponad 8900 godzin.

## Kariera astronauty i praca w NASA
- 1984 – rozpoczął pracę w Ośrodku Kosmicznym im. Johnsona (Johnson Space Center). Był pilotem doświadczalnym i jednocześnie inżynierem lotnictwa. Pracował na lotnisku Ellington Field koło Houston w Teksasie, gdzie na samolocie treningowym STA (Shuttle Training Aircraft) zapoznawał astronautów z techniką lądowania wahadłowcem oraz przyszłych specjalistów misji i pilotów uczył pilotażu samolotu T-38. Odpowiadał za bezpieczeństwo lotów i dowodził sekcją pilotów. Później został zastępcą kierownika Wydziału Operacji Lotniczych (AOD – Aircraft Operations Division).
- 1987 – wziął udział w naborze do 12 grupy astronautów NASA. Znalazł się wśród 117 finalistów, ale po badaniach medycznych nie został wybrany.
- 1992 – 31 marca przyjęto go do 14 grupy astronautów NASA i w sierpniu rozpoczął pracę w Biurze Astronautów.
- 1994 – zakończył przeszkolenie podstawowe, po którym uzyskał uprawnienia specjalisty misji. Równolegle ze szkoleniem pracował, do czasu nominacji do załogi misji STS-66, w Laboratorium Integracji Awioniki Wahadłowca (Shuttle Avionics Integration Laboratory). Od 3 do 14 listopada wziął udział w misji STS-66 promu Atlantis.
- 1997 – od 11 do 21 lutego uczestniczył jako specjalista misji w locie wahadłowca Discovery oznaczonym jako STS-82.
- 2000 – od 30 listopada do 11 grudnia odbył lot na wahadłowcu Endeavour – misja STS-97.
- 2002 – 27 lutego został oficjalnie wyznaczony do załogi misji STS-115. Pierwotnie lot miał się odbyć w 2003, ale katastrofa Columbii spowodowała jego przesunięcie.
- 2006 – w dniach od 9 do 21 września na pokładzie wahadłowca Atlantis uczestniczył w misji STS-115.
- 2008 – w sierpniu opuścił NASA[1].

## Loty kosmiczne
- STS-66 (Atlantis F-13);

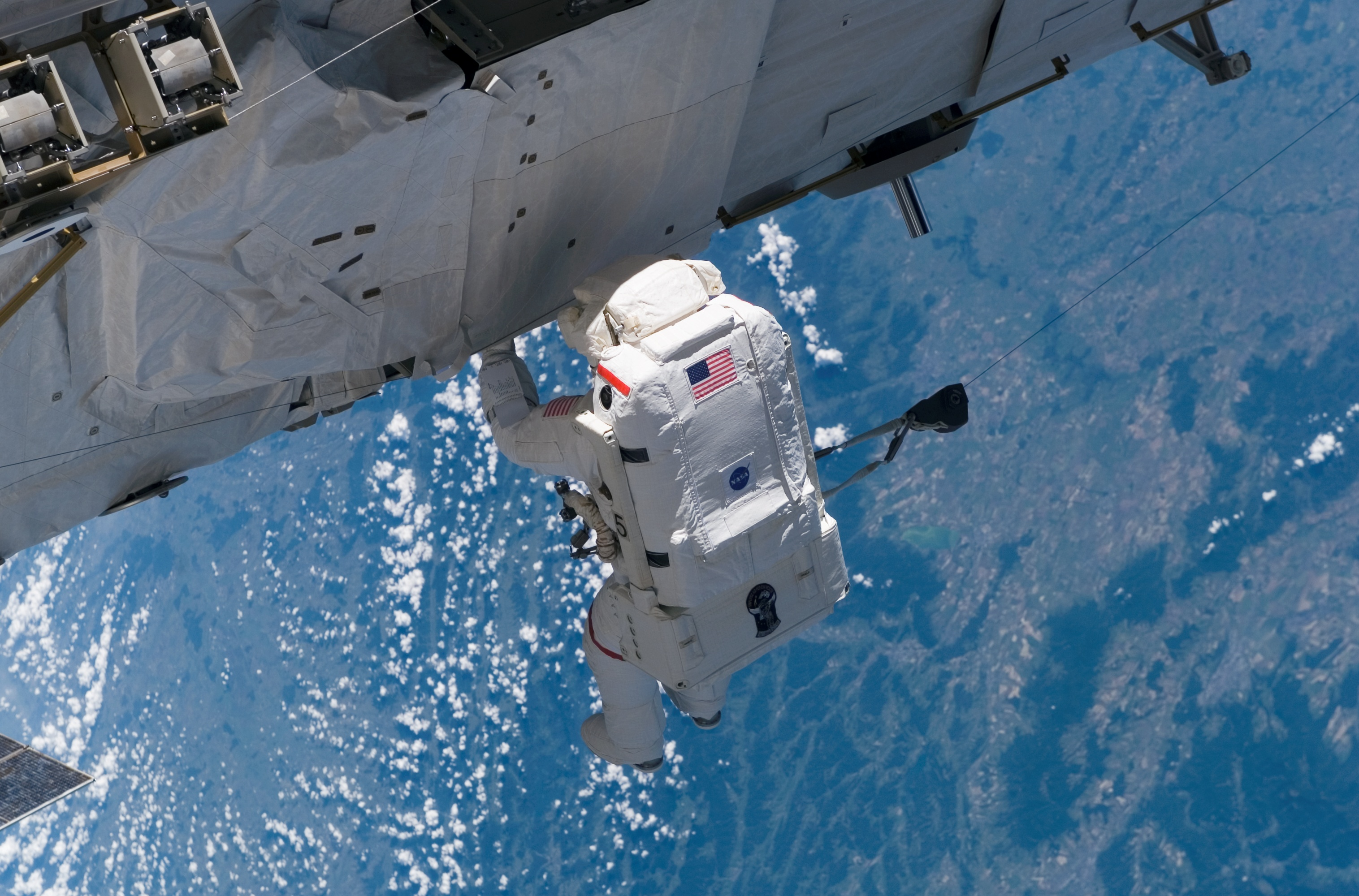
Joseph Tanner w otwartej przestrzeni kosmicznej (misja STS-115)

W dniach od 3 do 14 listopada 1994 uczestniczył w locie STS-66 jako specjalista misji (MS-2). Razem z nim w kosmos polecieli: Donald McMonagle (dowódca), Curtis Brown (pilot) oraz Ellen Ochoa (specjalista misji MS-1), Jean-François Clervoy (MS-3) i Scott Parazynski (MS-4). Głównym celem tej wyprawy były badania atmosfery ziemskiej przy wykorzystaniu zestawu aparatury Atlas-03. Podobne zadania były wykonywane podczas lotów STS-45 (Atlas-01) i STS-56 (Atlas-02). Poza tym załoga umieściła na orbicie i po 8 dniach ściągnęła na pokład promu satelitę CRISTA-SPAS. Po wykonaniu programu misji Atlantis wylądował pomyślnie w bazie lotniczej Edwards w Kalifornii.
- STS-82 (Discovery F-22);

11 lutego 1997 Joseph Tanner rozpoczął swój drugi lot w kosmos. Podczas lotu promu Discovery oznaczonego jako STS-82 tak jak poprzednio był specjalistą misji (MS-1). Dowódcą wyprawy był Kenneth Bowersox, pilotem Scott Horowitz, a specjalistami misji: Steven Hawley (MS-2), Gregory Harbaugh (MS-3), Mark Lee (MS-4) i Steven Smith (MS-5). Celem ekspedycji była naprawa teleskopu Hubble’a (HST – Hubble Space Telescope). 13 lutego załoga przechwyciła HST na orbicie i zakotwiczyła go w ładowni promu. Astronauci wychodzili na zewnątrz wahadłowca w celu naprawy uszkodzonych elementów HST aż pięć razy. Joseph Tanner oraz Gregory Harbaugh uczynili to dwukrotnie: 15 grudnia pracowali przy HST przez blisko 7,5 godziny, a 17 grudnia przez 6,5 godziny. Po pomyślnie wykonanym remoncie teleskop został ponownie umieszczony na orbicie 19 grudnia. Załoga STS-82 powróciła na Ziemię 21 grudnia 1997, lądując pomyślnie w Centrum Kosmicznym imienia Johna F. Kennedy’ego.
- STS-97/ISS 4A (Endeavour F-15);

30 listopada 2000 Joseph Tanner po raz trzeci udał się w kosmos, tak jak poprzednio również jako specjalista misji (MS-1). Tym razem wystartował na pokładzie promu Endeavour do lotu STS-97. Udział w nim wzięli również: dowódca – Brent Jett, pilot Michael Bloomfield, oraz specjaliści misji: astronauta z Kanady Marc Garneau (MS-2) oraz Carlos Noriega (MS-3). Podczas lotu prom Endeavour połączył się z Międzynarodową Stacją Kosmiczną. Jednym z podstawowych zadań było zainstalowanie na powierzchni stacji konstrukcji P6 z panelami baterii słonecznych. W tym celu astronauci trzykrotnie opuszczali pokład wahadłowca. Joseph Tanner wziął udział we wszystkich „spacerach kosmicznych”. 3 grudnia pracował w kosmosie przez 7,5 godziny, 5 grudnia przez 6,5 godziny, a 7 grudnia przez ponad 5 godzin. Dopiero 8 grudnia 2000 astronauci z wyprawy STS-97 weszli do modułu Unity i spotkali się z pierwszą stałą załogą Międzynarodowej Stacji Kosmicznej – Williamem Shepherdem, Jurijem Gidzenko i Siergiejem Krikalowem. Obie załogi przetestowały nowa konfigurację stacji (z rozwiniętymi panelami P6), a następnie przeniosły wyposażenie i zaopatrzenie na pokład ISS. 9 grudnia, po odcumowaniu od ISS, wahadłowiec przez 45 minut poruszał się wokół stacji fotografując jej powierzchnię, a następnie rozpoczął lot autonomiczny. 11 grudnia 2000 załoga wylądowała pomyślnie na bieżni KSC.

## Nagrody i odznaczenia
- JSC Superior Achievement Award
- medal NASA „Za wyjątkowe zasługi” (NASA Exceptional Service Medal)
- medal NASA „Za lot kosmiczny” (NASA Space Flight Medal) – czterokrotnie (1994, 1997, 2000, 2006)
- NASA Stuart M. Present Flight Achievement Award
- Universal Astronaut Insignia za lot orbitalny (nr 318) – Stowarzyszenie Uczestników Lotów Kosmicznych (Association of Space Explorers(inne języki))[2]

## Wykaz lotów
| Loty kosmiczne, w których uczestniczył Joseph R. Tanner                 | Loty kosmiczne, w których uczestniczył Joseph R. Tanner | Loty kosmiczne, w których uczestniczył Joseph R. Tanner | Loty kosmiczne, w których uczestniczył Joseph R. Tanner | Loty kosmiczne, w których uczestniczył Joseph R. Tanner | Loty kosmiczne, w których uczestniczył Joseph R. Tanner | Loty kosmiczne, w których uczestniczył Joseph R. Tanner |
| №                                                                       | Data startu                                             | Statek kosmiczny                                        | Data lądowania                                          | Statek kosmiczny                                        | Funkcja                                                 | Czas trwania                                            |
| ----------------------------------------------------------------------- | ------------------------------------------------------- | ------------------------------------------------------- | ------------------------------------------------------- | ------------------------------------------------------- | ------------------------------------------------------- | ------------------------------------------------------- |
| 1                                                                       | 3 listopada 1994                                        | STS-66 Atlantis F-13                                    | 14 listopada 1994                                       | STS-66 Atlantis F-13                                    | Specjalista misji (MS-2)                                | 10 dni 22 godziny 34 minuty i 2 sekundy                 |
| 2                                                                       | 11 lutego 1997                                          | STS-82 Discovery F-22                                   | 21 lutego 1997                                          | STS-82 Discovery F-22                                   | Specjalista misji (MS-1)                                | 9 dni 23 godziny 37 minut i 7 sekund                    |
| 3                                                                       | 1 grudnia 2000                                          | STS-97 Endeavour F-15                                   | 11 grudnia 2000                                         | STS-97 Endeavour F-15                                   | Specjalista misji (MS-1)                                | 10 dni 19 godzin 57 minut i 24 sekundy                  |
| 4                                                                       | 9 września 2006                                         | STS-115 Atlantis F-27                                   | 21 września 2006                                        | STS-115 Atlantis F-27                                   | Specjalista misji (MS-4)                                | 11 dni 19 godzin 6 minut i 35 sekund                    |
| Łączny czas spędzony w kosmosie – 43 dni 13 godzin 15 minut i 8 sekund. |                                                         |                                                         |                                                         |                                                         |                                                         |                                                         |